# فوجی‌فیلم فاین‌پیکس اس۵۲۰۰
فوجی‌فیلم فاین‌پیکس اس۵۲۰۰ (به انگلیسی: Fujifilm FinePix S5200) یک دوربین عکاسی ساخت شرکت فوجی‌فیلم است.